# Castelo de Upnor
O Castelo Upnor é um forte de artilharia elisabetana situado na margem oeste do rio Medway, em Kent. É na vila de Upnor, em frente e a uma curta distância rio abaixo do estaleiro Chatham, que já foi uma importante instalação naval. O forte tinha como propósito defender o estaleiro e os navios da Marinha Real ancorados no Medway. Foi erguido entre 1559-1567 por ordem de Elizabeth I.

## História

### Contexto estratégico
O rio Medway é um grande afluente do Tâmisa, fundindo-se em um estuário a cerca de 56 km a leste de Londres. Sua parte superior vai de Rochester à confluência com o Tâmisa em Sheerness entre areia e bancos de lama por cerca de 16 km. A água flui lentamente sem correntes fortes e está livre de rochas, enquanto as colinas circundantes fornecem abrigo do vento sudoeste. Essas características fizeram da seção do rio abaixo da Ponte Rochester uma ancoragem desejável para navios de grande porte, pois poderiam ser ancorados em segurança e aterrados para reparos. A complexidade da navegação do canal também lhe proporcionou vantagens defensivas.
Durante o reinado de Henrique VIII, o alto Medway gradualmente tornou-se o principal ancoradouro para navios da Marinha Real enquanto eles estavam "em comum", ou fora de serviço. Eles geralmente eram despojados de suas velas e aparelhamento enquanto neste estado e a oportunidade foi aproveitada para reequipá-las e repará-las. Armazéns e instalações de manutenção foram construídos nas cidades de Medway de Gillingham e Chatham, que eventualmente se tornaram o núcleo do Chatham Dockyard. Quando Elizabeth I chegou ao trono em 1558, a maior parte da frota real usou esta seção do Medway, conhecida como Chatham e Gillingham Reaches, como uma ancoragem. Embora o Tâmisa tenha sido defendido do ataque naval desde a época de Henrique VIII, quando cinco casas foram construídas como parte da cadeia de defesas costeiras dos Fortes dispositivos, não havia equivalentes na Medway. Dois castelos medievais - o Castelo de Rochester e o Castelo de Queenborough - existiam ao longo da margem sul do rio, mas ambos tinham a intenção de defender abordagens terrestres e eram de pouca utilidade para a defesa. Havia, portanto, uma necessidade urgente de defesas adequadas para proteger os navios vulneráveis e instalações costeiras no alto de Medway.